# Achuars
Els achuard són un poble indígena americà pertanyent a la família jivaroana com els shuars, shiwiar, awajun i wampis (el Perú). Assentats en les riberes del riu Pastaza, Huasaga i a les fronteres entre l'Equador i el Perú, el vocable achuar té el seu origen en el nom de les grans palmeres anomenades "Achu"(Mauritia flexuosa) que existeixen en els diversos pantans que abasten el seu territori, Achu= palmeres d'Achu, Shuar= Gent, d'aquí "Gents de la palmera Achu". Els vilatans tradueixen achuar com a home de pantà.
En temps passats van ser guerrers molt temuts tradicionalment pels shuars. Segons ells un achuar podia seguir al seu enemic fins a aniquilar-lo. Durant la guerra del Cenepa els achuars de l'Equador i del Perú van formar una aliança i es van mantenir neutrals.

## Història
Alguns investigadors postulen que els achuars es van separar dels shuars fa alguns segles. Això és secundat per llegendes que narren els ancians achuar i shuar compten com un clan nombrós es va dividir en "Muraya Shuar", "Tsumunmaya Shuar" donant origen a les diferents variants de l'ètnia, aquests últims donarien origen als achuares.
Durant la conquesta espanyola els shuars de les altes terres haurien migrat cap a terres baixes acostant-se més al territori achuar, la qual cosa va donar origen a aliances i guerres entre clans. Ja en l'època republicana la població achuar havia augmentat i amb l'aparició dels primers colons generalment "caucheros" va aparèixer el comerç, mitjançant la barata es canviaven fines armes de foc per un rotllo de pell de jaguar i teles per a elaborar la vestimenta. D'aquesta manera els achuars es proveïen d'armes per a les seves futures guerres. En els anys 50 van aparèixer els primers missioners salesians que venien evangelitzant al poble shuar. En aquests moments els clans achuares es trobaven en plena guerra i la població achuar minoraba a poc a poc els missioners més capaços es van comprometre a evangelitzar als achuar i així va iniciar la travessia del conrgut Pare Luis Bolla qui va evitar una matança entre els clans dels "Tanchim-Tsamarint" i el clan del guerrer "Kashijint" d'aquest guerrer es diu que era el més temut i que dissolia a un clan de la nit al dia (segons cròniques del Pare Luis Bolla), ja en els anys setanta les guerres havien arribat a la seva fi gràcies a la intervenció del Pare i es va crear el primer centre que es va dir "Pumpuents" i uns mesos més tard es va celebrar la primera missa col·lectiva i es van crear nous centres ja en els anys setanta, a aquestes altures el Pare Luis Bolla ja dominava l'idioma achuar i mitjançant el consentiment dels superiors salesians es va crear la primera missió salesiana que es va dir "Wasakentsa" a la vora del riu del mateix nom (Huasaga) i es va crear el primer col·legi Internat.
En els anys 90 per la necessitat de ser reconeguts com a poble i nacionalitat els achuar decideixen formar la seva pròpia organització mesos després sorgeix l'OINAE (Organització Interprovincial de la Nacionalitat Achuar de l'Equador"). La OINAE va ser reconeguda legalment el 5 de novembre de 1993 pel Ministeri de Benestar Social d'aquest llavors aquest canvi va significar un gran avanç cap a l'obertura de nous horitzons i la participació del poble Ahuar en la política.
Durant el conflicte armat de l'Alt Cenepa els achuar de l'Equador i del Perú Van formar una aliança i van resguardar la frontera de soldats peruans que intentaven creuar i envair la davantera nord-oest de l'equador això va molestar al llavors president del Perú qui bloquejo tot contacte amb els achuar del Perú. El 1998 se signa el tractat de pau entre l'Equador i el Perú i es crea la COBNAEP (Coordinació Binacional de la Nacionalitat Achuar de l'Equador i del Perú) reprenent una altra vegada el contacte i el lliure trànsit entre els achuar del Perú i l'Equador.
En 1996 la OINAE passa a dir-se FINAE (Federació Interprovincial de la Nacionalitat Achuar de l'Equador) nom que va mantenir fins a abril del 2005 quan va adoptar el nom definitiu de la NAE (Nacionalitat Achuar de l'Equador).
Actualment treballa amb organitzacions internacionals com The Pachamama Alliance, Indio Hilfe, IBIS. el poble achuar manté una forta oposició en contra de les empreses petrolieres i manté una lluita constant.

## Idioma
El grup ètnic achuar forma part del conjunt dels shuar i conformen un dels quatre grups dialectals que constitueixen la família lingüística Shuar (Achuar, Shuar, Aguaruna i Huambisa).
La llengua principal és Achuar Chicham o Achuar, emparentada amb altres llengües com el shuar Chicham però difereixen molt amb la llengua Awajun excepte algunes paraules i frases, per aquest motiu aquests últims alguns investigadors van creure que no eren de la família de les llengües jívaro.
És interessant assenyalar que la mescla pluriètnica als marges nord-occidentals del territori achuar és un fenomen molt antic, sobretot en relació amb els Canelos, grup heterogeni format principalment per elements achuar i zàpara. Així, a l'Alto Conambo, l'Alto Corrientes i l'Alto Copataza, els achuar s'han tornat gairebé tots bilingües en achuar i en quítxua.

## Situació geogràfica i demogràfica
Entre l'Equador i el Perú, en el cor de l'Alt Amazones, els Achuar ocupen un gran territori de dos graus de latitud i més de dos graus de longitud. Del nord-oest al sud-est, l'eix d'aquest territori està format pel riu Pastaza, des de la seva unió al Copataza, a uns 50 quilòmetres a l'est dels primers contraforts dels Andes, fins a unir-se amb el Huasaga, 200 quilòmetres més al sud. El límit septentrional de la zona és el Pindo Yacu, a la frontera amb el Perú. Aquest mateix riu, anomenat Tigre després de la seva confluència amb el Conambo, és el límit oriental de l'expansió achuar fins a la seva junción amb el Corrientes. Al sud del Pastaza, el límit occidental el conforma el Macuma fins a la seva confluència amb el Morona i per aquest fins a la seva unió amb l'Anasu. A l'oest del Macuma, una falla tectònica que introdueix un desnivell abrupte és la frontera natural entre els jíbaro shuar de l'oest i els jívaro achuar de l'est, i una línia imaginés que uneix des de l'oest del llac Anatico fins al riu Morona en la seva confluència amb l'Anasu delimita la seva vora meridional.
En aquest territori, en 1977, hi havia uns 4.500 achuar. Dins del territori global de 12.000 quilòmetres quadrats d'extensió dels achuar a l'Equador, el sector al nord del Pastaza és la regió més àmplia, amb una superfície de 9.000 quilòmetres quadrats aproximadament. En aquest espai viuen 1.100 Achuar contra 900 en la zona del sud del Pastaza. D'aquests 1.100 individus, gairebé la meitat està assentada en cinc centres sota la influència dels protestants, i l'altra meitat està dispersa al llarg del Pastaza. La taxa de població respecte a tota l'extensió espacial ocupada és extremadament baixa: a l'Equador 2.000 achuar es reparteixen una regió de superfície superior a Jamaica, quedant una densitat de 0.17 habitants per quilòmetre quadrat que es reparteixen simultàniament entre dos tipus de nínxol ecològic: hàbitat interfluvial i hàbitat riberenc.
Els achuar no sempre van habitar un territori tan ampli: la seva present expansió és producte dels grans moviments històrics que van afectar aquesta regió de l'Alt Amazones des del segle XVI. Ara els achuar ocupen la regió de l'Equador i el Perú de manera gairebé exclusiva, perquè no es troben per cap part en contacte directe amb una frontera seguida de colonització.

## Costums
Llurs costums ón gairebé similars als dels Shuar però difereixen molt quant a la manera de practicar-los. En l'antiguitat el achuar era molt apegat a les seves tradicions que al principi els missioners van tenir dificultats.
Els Achuar, malgrat la creixent colonització en la amazonia peruana i equatoriana segueixen els seus costums ancestrals com la pràctica de la poligàmia, la pintura de guerra, el discurs de guerra (Aujmamu), i la tradicional presa de guayusa (Wayus), les visites i les aliances encara que la seva manera de vestir els han canviat per la vestimenta occidental excepte els majors ells usen el tradicional "Itip" porten els cabells llargs adornats amb la tradicional corona de plomes de vistosos colors anomenada "Tawasap" en l'antiguitat i fins a l'actualitat només ho porten posat els líders i els guerrers que han rebut la força de "Arutam", per a rebre la força de "Arutam" el major posa a bullir el bejuco del "Natem" (Ayahuasca) mentre dejunen durant 3 dies i guarden abstinència sexual en prendre el líquid l'individu és deixat en la selva en una cabanya perquè somiï sobre el seu futur i rebi la força de "Arutam" només el més fort és capaç de rebre el màxim poder que es presenta encarnat en un jaguar sota una forta tempesta que enfosqueix la selva, al següent dia és atès pel "Wishint" (Shaman) perquè reveli els seus somnis, Els "Wishint" són experts en el maneig dels "Tsentsak" dards que tenen el poder de curar i fer el mal depèn de la mena de "Wishint" els achuar en no poder curar-se amb medicines occidentals acudeixen a aquests shamanes per a curar-se dels mals provocats per "Tsentsak" del "Wishint" dolent en descobrir-se l'autor pot generar set de venjança per part de l'afectat cap al "wishint" dolent, això és un dels motius de conflicte.

## Sistema econòmic tradicional i actual
Com a mostra Descola (1988), l'economia internacional ha desenvolupat una sèrie de formes de penetració a la regió Achuar que es presenten amb molt més accent i conseqüència en la part peruana del seu territori que en l'equatoriana. Entre els Achuar del Perú s'ha instaurat la figura del patró, un comerciant blanc o mestís establert permanentment en una concessió forestal que explota gràcies a la mà d'obra indígena i que es basa en l'intercanvi voluntari però desigual amb els indígenes. Com s'ha esmentat en la introducció, aquests elements han configurat un criteri d'elecció del subjecte d'estudi per a Descola, que es focalitza en els Achuar de l'Equador pel fet que no han experimentat aquestes transformacions en el seu sector econòmic.

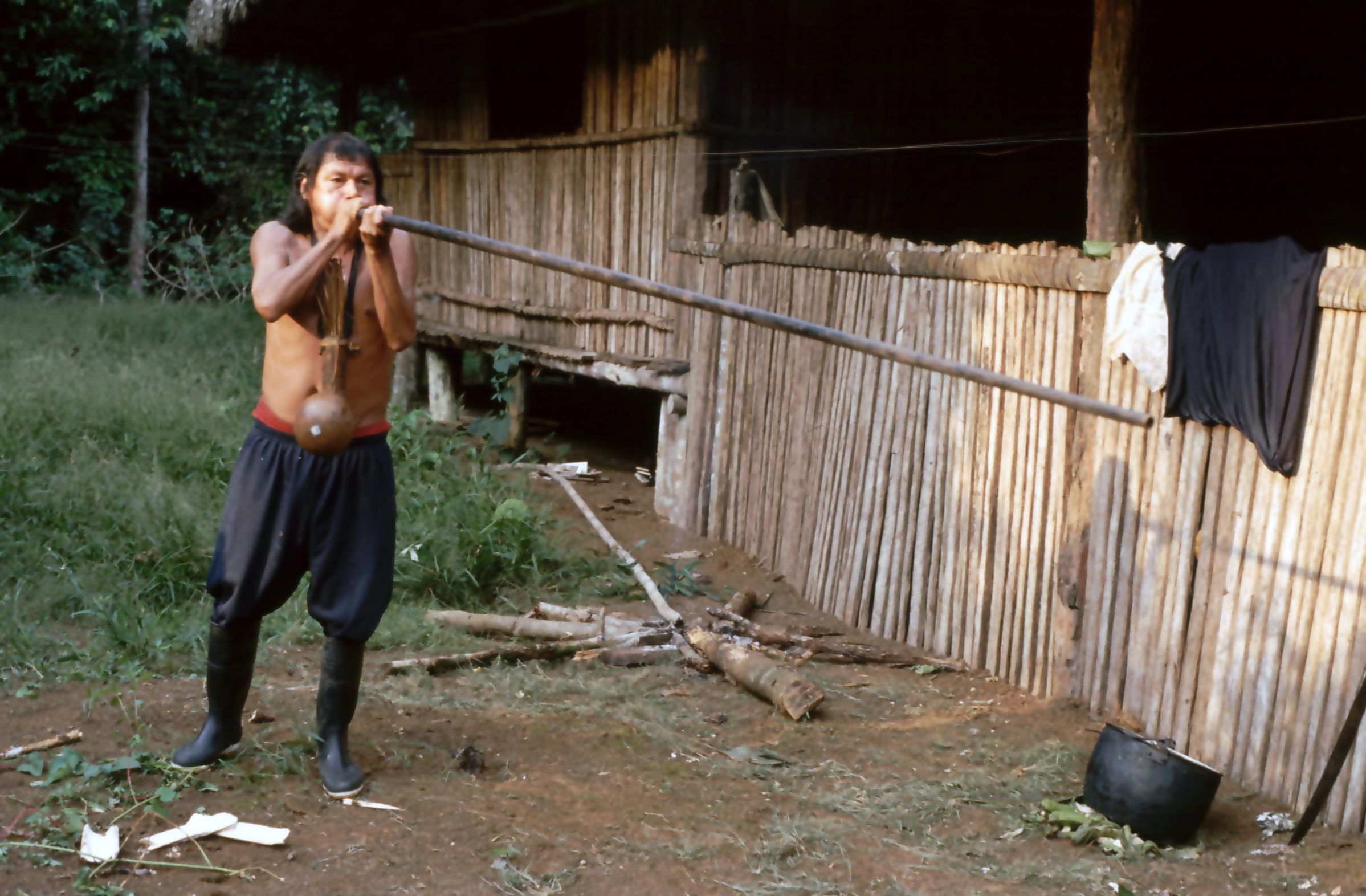
Achuar amb sarbatana

Els achuar de l'Equador no exploten el seu medi ambient de manera intensiva, per la qual cosa s'assimilen molt més a societats caçadors-recol·lectors, ocupant un hàbitat semidesèrtic, que a la majoria de societats amazòniques de rozadores tropicals.
Les maneres en què els achuar usen la naturalesa varien en alternança segons les estacions, elaborant un calendari de recursos naturals que marca les diferents temporades (de peixos, del fresi, dels ous de tortuga, del greix de mico llanut, de granotes, de fruits silvestres, de fruits tardans…). Cada moment de l'any es veu marcat per una relació privilegiada de l'home amb un dels camps de la naturalesa (la selva -dispensadora de fruits, insectes i espai de caça arborícola-, o el riu -proveïdor de peixos, tortugues i caça aquàtica-), encara que hi ha variacions en la inclinació cap a l'un o l'altre segons l'hàbitat riberenc i interfluvial.
La reproducció simple o economia domèstica regeix el funcionament del sistema econòmic achuar, i es desplega en les zones concèntriques de la casa, els horts i la selva. Per regla general, cada unitat residencial correspon a un grup domèstic autònom de producció i consum; la unitat domèstica sempre és l'encarregada de subministrar immediatament l'apropiació i/o transformació de la naturalesa.
L'hort, “aja”, és l'annexió inicial d'una porció de naturalesa a la qual li segueix la seva transformació. Es tracta d'una tala i calvero per a la posterior plantació de l'hort, per la qual cosa els achuar practiquen l'horticultura itinerant sobre chamicera de tipus pioner (busquen sempre noves porcions de selva). Des del punt de vista de l'organització del treball, l'horticultura segueix la clàssica divisió sexual de tasques: la brossa i tala són activitats exclusivament masculines, mentre que la sembra, desyerba i collita són femenines. En principi, cada dona disposa del seu propi hort, per la qual cosa no es pot parlar d'una explotació comunitària de l'hort pel grup de coesposes: cadascuna és només responsable de la plantació, cultiu, cura i collita de la seva parcel·la. Les dones achuar tenen una inclinació a fer créixer en els seus horts un gran nombre d'espècies i varietats, ja que això reflecteix la seva competència en horticultura i l'assumpció plena del paper social principal que se'ls atribueix. Els cultius dominants són, de totes maneres, la mandioca, la colocasia, el nyam, la patata dolça i el plàtan. La mandioca és considerada com l'aliment per excel·lència, i la seva cervesa és un component intrínsec de la vida social i domèstica. Els horts achuar mostren la sofisticació tècnica de l'horticultura de frega en aquesta societat: dotada d'una productivitat elevada, exigint poc treball, proporcionant una gran varietat de productes, adaptada a les variacions de sòls i climes, desenvolupant-se sense epidèmies ni paràsits, etc.
La selva, se sotmet a preses ocasionals mitjançant les altres dues activitats que subministren aliment als achuar; la caça i la recol·lecció. Aquestes dues activitats no es troben en el mateix pla, ja que la segona es concep com una empresa bonachona que no exigeix contrapartida, que pot ser un complement i un entreteniment. En la caça, l'arma principal és la sarbatana de fusta, i la seva fabricació és una de les poques formes d'especialització tècnica en aquesta societat. També s'utilitzen verins, “curés”, per a les sarbatanes, paranys i gossos auxiliars, ensinistrats per a matar alguns animals. Existeixen diferents tipus de caça, però en tots ells l'essencial no és tant la destresa en el maneig de les armes com el coneixement profund dels costums i el comportament dels animals caçats). Una vegada caçat i recollit l'animal, les dones s'encarreguen de repartir-lo a la casa i aquesta carn és considerada com una contribució essencial al benestar, mentre que la mandioca és l'aliment bàsic per a la supervivència biològica. Quant a la recol·lecció, la selva familiar (els 5 o 6 quilòmetres quadrats que voregen immediatament l'hort), és recol·lectada (tant plantes com animals i els seus productes) de manera intensiva per dones i nens durant tot l'any. La recol·lecció i l'hort atorguen, com assenyala Descola (1988), autonomia alimentosa a les dones, ja que poden sobreviure sense la caça d'un home, mentre que d'aquest seria impensable que treballés en l'hort, recol·lectés i preparés el menjar.
El riu és una esfera diferent a la selva i l'hort a nivell simbòlic, com veurem més endavant. Els achuar són pescadors especialitzats, perquè cada tècnica està adaptada a un tipus específic de corrent d'aigua i a la població de peixos que l'habita. Alguns tipus de pesca són reservats únicament als homes mentre que uns altres són realitzats per dones i nens o de manera col·lectiva (participen conjuntament tots els membres de la casa o, a vegades, diverses unitats domèstiques veïnes).
Entre els achuar, el treball no és concebut com una forma d'activitat específica, separable de les altres manifestacions de la pràctica social. De fet, no disposen de cap terme o noció que sintetitzi la idea general de treball com a conjunt coherent de pràctiques per a produir els mitjans materials necessaris per a l'existència, ni termes que designin la caça, l'horticultura, la pesca o l'artesania; les categories indígenes retallen els processos de treball de manera completament diferent a la nostra. Tampoc estableixen lèxicament una divisió clara i diferenciada entre tares masculines i femenines, ni una diferència valorativa entre aquestes, ja que els achuar conceben el treball com una relació permanent amb un món dominat per esperits que seduir, constrènyer o apiadar mitjançant tècniques simbòliques aplicades. Així, les diferències en el repartiment sexual del treball es basen en la idea que cada sexe no pot realitzar plenament les seves potencialitats més que en l'esfera adequada al seu camp de manipulació simbòlica, per la qual cosa no es genera cap disparitat jeràrquica entre sexes. En la mesura en què el grup domèstic aïllat es representa a si mateix com un microcosmos amb independència social i econòmica, el sistema de producció marcat per la voluntat autàrquica s'organitza entorn de la divisió sexual de les tasques. Homes i dones de la unitat domèstica es troben en una relació estreta i recíproca de dependència i complementarietat en relació amb les condicions materials de la seva reproducció. A més, els temps de treball i oci són finalment els mateixos per a homes i dones malgrat les diferències en la mena d'activitats i la manera de desenvolupar-les de tots dos. Un altre aspecte important de la representació achuar del repartiment del treball és que, qualssevol que siguin les capacitats individuals, existeix per a tots un mateix límit superior en la despesa mitjana de temps de treball, per la qual cosa l'avaluació de la quantitat mitjana de treball d'un home o una dona és independent de la productivitat d'aquest; es determina per la norma indígena de repartició del temps entre el treball i les estones d'oci. Així, la intensificació del treball ocorre mitjançant l'optimització de la seva realització, ja que la seva durada està socialment limitada.
Per als achuar, la finalitat del bue ús de la naturalesa no és l'acumulació infinita d'objectes de consum, sinó l'obtenció d'un estat d'equilibri, “el viure bé”, “shiir waras”, que traspassa les categories de l'economia en centrar el seu eix en la pau domèstica. En l'esfera econòmica, no obstant això, el bon viure pot definir-se, per a Descola (1988), a través de la productivitat del treball, la taxa d'explotació de recursos o la composició quantitativa/qualitativa de l'alimentació. En aquest sentit, l'autor assenyala com els Achuar només utilitzen una fracció mínima de la quantitat total de treball que podrien mobilitzar, dedicant tres hores i mitja al dia, de mitjana per individu, a activitats d'aprovisionament alimentós. A més, l'horticultura Achuar produeix grans excedents potencials de mandioca que mai són explotats, perquè constitueixen una qüestió de prestigi social quant a l'extensió de l'hort; la superfície plantada és sempre superior a l'efectivament explotada per motius culturals. D'aquesta manera, un dels criteris del “bé viure” és assegurar l'equilibri de la reproducció domèstica explotant només una escassa fracció dels factors de producció disponibles.
Finalment, Descola (1988) assenyala que la ecologia dels achuar es pot qualificar com a domèstica ja que cada unitat domèstica es pensa com un centre singular i autònom en permanent relació amb el medi ambient, basant-se en la idea que, en la naturalesa, es juguen relacions socials idèntiques a les que es tenen a la casa; la naturalesa és domèstica.

## Organització social i política
Entre els Achuar existeixen unes estructures denominades “nexes endògams” (encara que tal concepte no existeix formalment en el pensament achuar), constituïts per un conjunt de deu a quinze unitats domèstiques disperses per un territori delimitat i els membres del qual mantenen relacions estretes de consanguinitat i afinitat. La forma de matrimoni prescriptiu entre cosins creuats bilaterals. La poligínia, preferentment sororal, és generalitzada, i la residència és estrictament uxorilocal, sent el levirato practicat de manera sistemàtica. L'endogàmia entre els nexes, d'altra banda, mai és absoluta.
L'eix territorial d'un nexe endògam el forma un riu el nom del qual caracteritzarà la comuna pertinença dels membres d'un nexe a una unitat geogràfica, juntament amb el camp d'influència d'un “gran home”, “juunt”, guerrer de valor reconegut qui, per la seva habilitat a manipular grans xarxes d'aliança, és capaç d'organitzar l'estratègia ofensiva o defensiva d'un nexe. Té, així, un paper dirigent únicament en períodes de conflicte i només per a assumptes militars; la fidelitat que se li brinda és personal, transitòria i sense codificació institucional.
L'organització social achuar gira entorn del faccionalisme i a la institucionalització de la guerra interna. El nexe, doncs, no és més que la trama on conjunturalment es trava una xarxa fluida de solidaritats de parentiu i aliances militars governades per un ambient de tensió i suspicàcia. Els achuar engendren una vida social construïda al voltant de la idea d'autonomia, que en l'ordre espacial es tradueix en l'esplai de les cases, única unitat immediatament perceptible de la societat achuar, pol d'estabilitat i element estructurant en la societat Achuar.
La casa és la unitat mínima de la societat achuar i és l'única explícitament concebuda com una forma normativa d'agrupament social i residencial. Així, entre el grup domèstic i el grup tribal, no existeix cap forma intermèdia d'agrupament social i territorial fundat en afiliacions explícites, unívoques i permanents. Unitat residencial aïllada de producció i consum, la casa és un conjunt ideològicament replegat sobre si mateix, amb una sociabilitat íntima i lliure que contrasta amb el formalisme de les relacions entre les cases. Una casa està formada per una família, a vegades nuclear, però generalment poligínia, augmentada, segons els casos, per gendres residents i membres singulars de la parentela del cap de la família o de les seves esposes. No obstant això, aquestes ampliacions són excepcionals perquè els Achuar són poc inclinats a formes de convivència plurifamiliars, i els agrupaments de dues o tres cases són sempre temporals i no impliquen una posada en comú dels recursos i les capacitats de la casa.
La casa és l'eix central de la vida social. El cap de família que ha construït la casa dona a la família la seva coherència social i material, per la qual cosa només el cap li confereix la seva marca de lloc habitat, encara que sense ell estigui curull d'activitat i plena de gent; és el seu “principi actiu”. El “tankamash” és l'espai de sociabilitat masculina, prohibit per a les dones, on el cap de la família rep als seus visitants, exerceix la paraula masculina, caracteritzada pel formalisme retòric en diàlegs rituals amb els visitants, condició prèvia a tota conversa formal. El “ekent” és el focus de sociabilitat femenina de la casa, però és, al seu torn, un espai lliurement obert als homes de la casa. És un lloc privat, íntim, on es cuina i s'adorm, despullant-se del formalisme del “tankamash”. Aquesta dualitat continua fora de la casa, seguint un joc de conjunció i disjunció: el “tankamash” és un espai de disjunció (exclou a les dones), igual que ho és l'hort (exclou als homes). El “ekent”, d'altra banda, és un espai de conjunció (predominen les dones, però inclou a homes) igual que ho és la selva (predominança masculina però que admet dones). L'àrea que envolta la casa, “aa”, és un espai de conjunció en el prolongament del “ekent” i de disjunció quan contínua al “tankamash”. El va riure, per part seva, adquireix també el seu caràcter segons el lloc que travessa. Aquestes dinàmiques de disjunció i conjunció s'inverteixen quan parlem de les relacions entre el grup domèstic i l'univers social que l'envolta: les relacions entrecasas, conjunció, estan mediatitzades a través dels espais masculins (“takamash”) mentre que la sociabilitat intra-casa, disjunció, té com a eix l' “ekent”, espai femení.

## Cosmologia i sistema de creences
El món achuar és abalisat per una xarxa de coordenades espaciotemporales molt diversificades: els cicles astronòmics i climàtics, la periodicitat estacional de diversos tipus de recursos naturals, els sistemes de referències topogràfics i l'organització escalonada de l'univers tal com la defineix el pensament mític.
Encara que els achuar no teoritzen espontàniament sobre l'organització del cosmos, Descola assenyala que, per a ells, espai i temps no són dues categories diferents d'experiència, sinó dos ordres que es barregen constantment en un divers sistema de referències empíriques. Així, el cosmos Achuar pot organitzar-se en una escala conceptual que distribuiria els diferents sistemes de localització espaciotemporal en funció de la seva posició en un camp polaritzat per l'implícit i l'explícit: en un extrem estarien les maneres concretes de retallada del real (els sistemes de mesura), mentre que en l'altre se situaria una imatge de l'univers, que mai es troba com a tal en la glossa Achuar però que pot reconstruir-se a partir d'elements heteròclits de mites i refranys. La transició gradual de l'explícit a l'implícit presa també la forma d'un pas progressiu de l'humà al no humà. En aquesta concepció, el pla celeste i el pla aquàtic-celeste formen un continuum: la terra és representada com un disc totalment cobert per la volta celeste, “nayampim”, i la unió circular entre el disc terraqüi i la semiesfera celeste està formada per un cinturó d'aigua, font original dels rius i lloc de la seva fi. El cel emergeix de l'aigua i, en la perifèria del pla terrestre, no hi ha solució de continuïtat entre tots dos.
Cadascun dels camps en els quals s'exerceix la praxi achuar quotidiana (selva dispensadora de fruits, insectes i caça arborícola o riu proveïdor de peixos, tortugues i caça aquàtica) es connecta amb altres pisos cosmològics: la volta celeste que emergeix de les inaccessibles aigües avall i els mons subterranis i subaquàtics poblats per una cohort d'esperits. Els achuar tenen la consciència de viure en la superfície d'un univers els diferents nivells del qual estan tancats en les circumstàncies ordinàries, formant un estrat amb límits molt estrets: cap amunt, la copa dels arbres és una frontera infranquejable, sota la planta dels peus o del casc de la piragua s'obren mons desconeguts. En aquests pisos cosmològics, i repartits en races distingides, existeixen esperits tutelars de la caça, la pesca, i alguns serveixen d'auxiliars als xamans. Sota la terra i sota les aigües s'obren universos habitats, paral·lels a l'existent en la superfície i amb els quals cal intentar viure en bona intel·ligència perquè abandonin la seva agressivitat nativa i permetin als achuar prendre en els diferents camps de la biosfera el necessari per la seva existència.
Quant a els animals i les plantes, cadascun es veu dotat pels Achuar d'una vida autònoma d'afectes humans: tots els éssers de la naturalesa posseeixen una personalitat singular que els distingeix dels seus congèneres i que permet als homes establir amb ells un comerç individualitzat. D'aquesta manera, la naturalesa no té més existència que la sobre-naturalesa perquè tots els éssers d'ella posseeixen alguns atributs de la humanitat, i les lleis que els regeixen són gairebé idèntiques a aquelles de la societat civil. Els éssers humans i la majoria de plantes, animals i meteors són persones dotades d'una ànima i una vida autònoma. El poble dels éssers de la naturalesa forma, doncs, conceptualment un tot, les parts del qual són homòlogues en les seves propietats, però només els humans són “persones completes”, en el sentit que la seva aparença està plenament conforme amb la seva essència i tenen l' “ànima veritable”, “nekas wakan”. Si els éssers de la naturalesa són antropomòrfics, és perquè les seves facultats sensibles són postulades idèntiques a aquelles dels humans, encara que la seva aparença no ho sigui.
El referencial comú a tots els éssers de la naturalesa no és l'home en qualitat d'espècie, sinó la humanitat com a condició. En perdre la seva forma humana, els éssers de la naturalesa perden el seu aparell fonatori i, per tant, la capacitat d'expressar-se amb llenguatge articulat, però conserven uns certs atributs del seu estat anterior: la vida de la consciència i una sociabilitat ordenada segons les regles del món de les persones completes. La mitologia Achuar es dedica gairebé per complet al relat de les condicions en les quals els éssers de la naturalesa han pogut adquirir la seva present aparença. En el si d'un continuum de consustancialidad postulada, existeixen fronteres internes delimitades per diferències en les maneres de comunicar, i és segons la possibilitat o impossibilitat d'instaurar una relació d'intercanvi de missatges que tots els éssers, inclosos els homes, es troben repartits en categories estancades. Els cossos celestes, per part seva, són muts i sords als discursos dels homes i els únics indicis que lliuren de la seva existència espiritual són els signes físics que els achuar interpreten com a presagis o referències temporals.
Així, hi ha dos nivells diferents de realitat instaurats per maneres diferents d'expressió. La condició de l'existència de l'altre en un dels plans de realitat es resumeix a la possibilitat o impossibilitat d'entaular diàleg amb ell. Les relacions entre homes, animals i plantes són, doncs, complexes pel fet que tenen diferents maneres de comunicació segons les circumstàncies, però poden comunicar-se gràcies a l'existència d'una intersubjectivitat comuna que pot expressar-se més enllà de les barreres lingüístiques, a través, per exemple, de cançons.
Alguns d'aquests esperits amb els quals els Achuar entaulen diàlegs més importants són aquells que governen els principals àmbits d'activitat de la societat: l'hort “Nunkui”, la selva i el riu. Així, la condició necessària per a una pràctica eficaç de l'horticultura és l'establir un tracte directe, harmoniós i permanent amb “Nunkui”, l'esperit tutelar dels horts. Aquesta s'aconsegueix a través dels cants màgics “anent” i d'amulets “nantar”, el bon ús dels quals es considera requisit previ per a la pràctica eficaç de l'horticultura juntament amb el compliment obligatori d'uns certs rituals i tabús alimentosos. En l'àmbit masculí de la caça, l'esperit tutelar és la figura de “Shakaim”, els esperits “amana” -amb la qual els homes entaulen relacions d'afinitat a través de “anent” i amulets “Namur”-, i els esperits “Kuntiniu Nukuri” (“les mares de la caça”)- visibles únicament pels xamans als qui serveixen d'auxiliars, sense avantatjar-los per això en la cacera: els xamans poden amplificar les capacitats tècniques del caçador, però no la seducció dels animals i dels seus esperits tutelars. Així, el xaman augmenta la força atractiva d'amulets de cacera en profit dels qui vénen a demanar-li-ho a canvi de la retribució corresponent-. Tant els “anent” com els “nantar” són vectors privilegiats del control simbòlic de les dones i homes que pretenen dominar millor els constrenyiments invisibles que influeixen en les seves pràctiques, i es transmeten només per parents pròxims del mateix sexe o a través d'esperits en un viatge de l'ànima.
Tant horticultura com cacera es conceben, doncs, com a relacions i diàlegs amb els esperits tutelars a través d' “anent” i amulets. Aquestes relacions tenen un caràcter diferencial segons l'àmbit femení i masculí: les dones, en l'hort, reprodueixen les relacions maternals i de consanguinitat que “Nunkui” té amb les plantes, mentre que els homes estableixen una espècie de nexe personal d'aliança i afinitat amb els animals de caça. Es torna a donar, doncs, un joc d'oposicions entre el món tancat de l'hort i el món obert de la selva, l'espai de disjunció dels sexes on es dona curs a la consanguinitat maternante i l'espai de conjunció consagrat als jocs perillosos de l'aliança, l'horticultura domesticadora dels fills vegetals i la caça seductora dels afins animals.
Quant als rius, aquests espais més instruments de mediació que autònoms, i articulen la totalitat dels pisos cosmològics. Això es reflecteix en la multiplicitat d'usos socials combinats del riu: no pot reduir-se a una funció binària, perquè transcendeix l'oposició entre conjunció i disjunció, encara que pot percebre's com una combinació de tots dos. La relació amb els esperits del riu també és distintiva: Mentre que els homes poden comunicar-se amb alguns “éssers de l'aigua” l'hàbitat de la qual és el mitjà aquàtic i el terrestre, els és impossible establir una relació interlocutiva amb els peixos que viuen enterament sota l'aigua, per la qual cosa no els dirigeixen “anent” i descansen en els amulets de pesca per a atreure'ls.